# (11726) Edgerton
(11726) Edgerton (1998 JA) – planetoida z grupy pasa głównego asteroid okrążająca Słońce w ciągu 5,42 lat w średniej odległości 3,09 j.a. Odkryta 1 maja 1998 roku.